# Claudio Latorre
Claudio Andrés Latorre Meza (Santiago, Chile, 8 de junio de 1986) es un futbolista chileno. Juega de delantero y su equipo actual es San Antonio Unido.

## Trayectoria
Debutó el 2005 en Primera División jugando por la Unión Española. Luego tuvo pasos en la Primera B donde logró gran cantidad de goles, sobre todo el 2011 en Magallanes. En 2012 recala en Unión San Felipe, luego de hacer la pretemporada en el Chernomorets Odessa de Ucrania con el que no logró un acuerdo económico.

## Clubes
| Club                  | País  | Año       |
| --------------------- | ----- | --------- |
| Unión Española        | Chile | 2005-2007 |
| Deportes Puerto Montt | Chile | 2008      |
| Deportes Melipilla    | Chile | 2009      |
| Coquimbo Unido        | Chile | 2010      |
| Magallanes            | Chile | 2011      |
| Unión San Felipe      | Chile | 2012-2013 |
| San Marcos de Arica   | Chile | 2013      |
| Palestino             | Chile | 2014      |
| Unión San Felipe      | Chile | 2014      |
| Deportes Temuco       | Chile | 2013-2015 |
| Barnechea             | Chile | 2015-2016 |
| Deportes Puerto Montt | Chile | 2016-2017 |
| Deportes Melipilla    | Chile | 2017      |
| San Antonio Unido     | Chile | 2018-Act. |

## Palmarés

### Distinciones individuales
| Distinción                        | Año    |
| --------------------------------- | ------ |
| Goleador de la Primera B de Chile | 2011-A |
| Goleador de la Copa Chile         | 2011   |